# Júlio Zeferino Schultz Xavier
Júlio Zeferino Schultz Xavier CvA • OA • ComA • GOA • MPCE • MOCE (Vila Franca de Xira, Alhandra, 4 de Outubro de 1850 — 1939) foi um oficial da Armada Portuguesa, especializado em engenharia hidrográfica, que se notabilizou como autor do plano de farolagem e balizagem da costa de Portugal aprovado em 1902. Reformou-se no posto de contra-almirante.

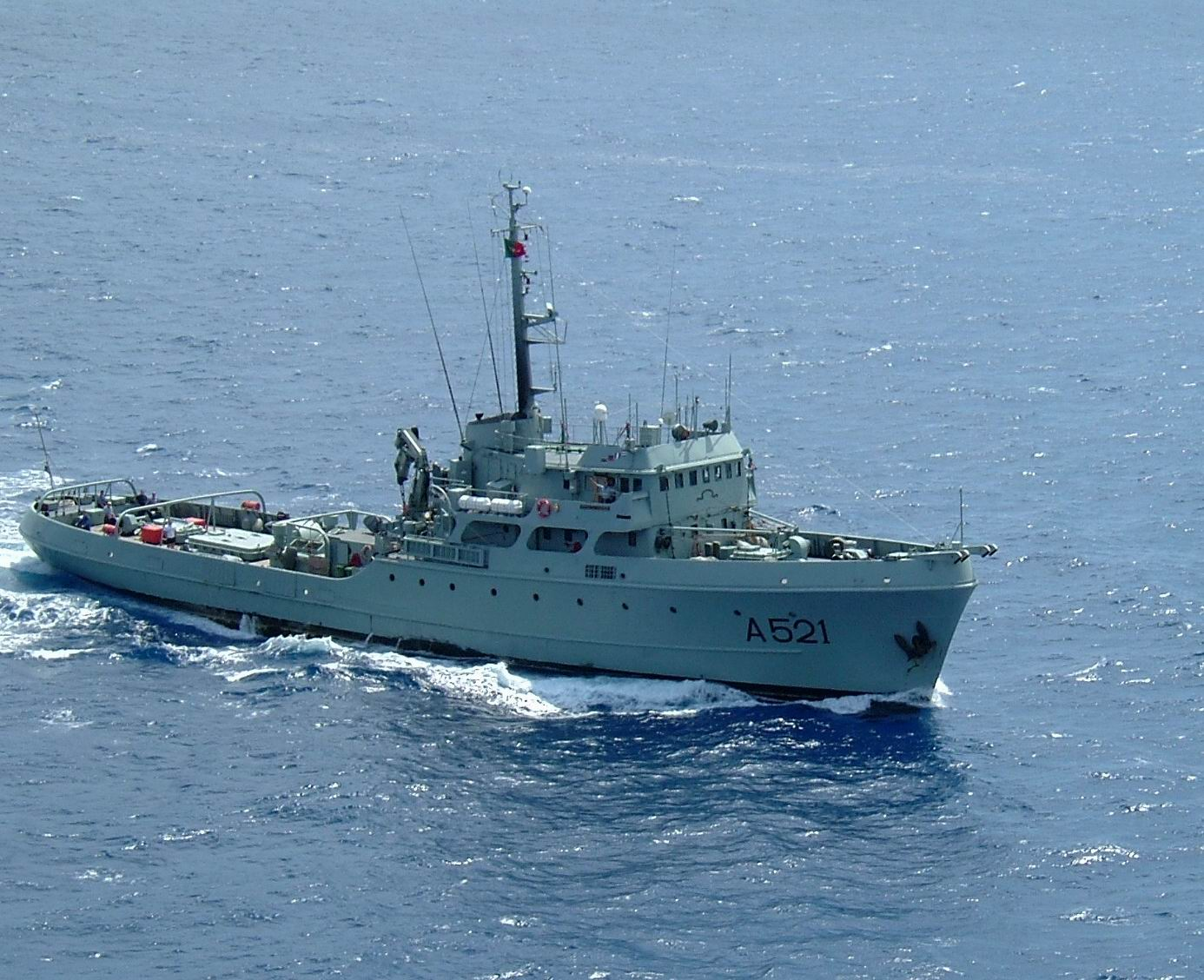
O NRP Schultz Xavier.

## Biografia
Júlio Zeferino Schultz Xavier foi filho de João Xavier de Almeida e de sua mulher D. Carlota Joaquina Schultz Xavier, neto paterno de Cristiano José Xavier e de sua mulher Maria Helena Xavier e neto materno de José Pedro Marcelino Schultz e de sua mulher Felizarda Joaquina Schultz.
Schultz Xavier assentou praça na Armada a 18 de outubro de 1869, como aspirante extraordinário, tendo passado ao quadro em 2 de agosto de 1870.
Depois de frequentar o curso da Escola Naval, foi promovido a guarda-marinha em 2 de Outubro de 1872 e a segundo-tenente a 20 de Novembro de 1875.
Especializou-se em engenharia hidrográfica, tendo os seus primeiros trabalhos naquela especialidade sido a realização de levantamentos hidrográficos na Barra de Setúbal e na bacia portuária do Porto de Lisboa.
Ao longo da sua carreira naval embarcou nos seguintes navios: corveta D. João I; corveta Estefânia; corveta Sagres; corveta Duque de Terceira; corveta Sá da Bandeira; corveta Rainha de Portugal; canhoneira D. Luís; navio hidrográfico Lidador; fragata D. Fernando; navio de transporte África; navio de transporte Índia; navio depósito Índia; e cruzador Almirante Reis.
Os trabalhos engenharia hidrográfica de grande relevo que realizou a bordo do Lidador mereceram-lhe vários louvores, incluindo um, em 1883, assinado pelo rei D. Luís I de Portugal.
Comandou a corveta Rainha de Portugal, a canhoneira D. Luís e o cruzador Almirante Reis.
Em 1907, no posto de capitão-de-fragata, foi comandante da Divisão Naval do Índico, altura em que elaborou o Plano de Farolagem da Costa de Moçambique, o qual viria a ser executado ao longo das décadas seguintes.
Foi promovido a contra-almirante em 1911 e efectuou o seu último embarque em 1913, como comandante da Divisão de Instrução e Manobra.
Entre outras funções de grande relevo, exerceu as funções de Chefe da 6.ª Repartição do Conselho do Almirantado, subchefe do Estado Maior General da Armada (1898), Presidente da Comissão de Compras, Chefe da 8.ª Repartição da Direcção Geral da Marinha, Director de Faróis, Director Geral da Marinha (1914), vogal do Supremo Tribunal Militar e presidente da Comissão de Delimitação de Fronteiras. Presidiu à comissão que aprovou os planos para a construção da Base Naval de Lisboa e do Arsenal do Alfeite.
Schultz Xavier representou Portugal em diversos congressos e reuniões internacionais de hidrografia e de balizagem, incluindo o Congresso Internacional de Marinha realizado em 1904.
Ficou conhecido pelos seus trabalhos como engenheiro hidrógrafo e como principal autor do Plano de Farolagem e Balizagem da Costa de Portugal, que foi aprovado pelo Governo no ano de 1902 e do Plano de Farolagem e Balizagem das Ilhas Adjacentes aprovado no ano seguinte.
Executados depois de em 1882 ter sido atribuída à Marinha de Guerra a responsabilidade pela farolagem nas costas sob jurisdição portuguesa, aqueles planos foram executados nas décadas seguintes, permitindo a reformulação geral da rede de sinalização marítima portuguesa e o alumiamento marítimo das costas, levando à estruturação da rede nacional de faróis, à modernização dos aparelhos ópticos então existentes e à aprovação do plano geral da balizagem dos portos e costas marítimas.
Com a instalação dos faróis previstos naqueles planos, a costa de Portugal deixou de merecer o epíteto de costa negra que a caracterizou durante toda a última metade do século XIX, tal era o atraso na instalação de faróis face às restantes costas europeias.
Num esforço sem precedentes na sinalização das costas portuguesas, em resultado da execução dos planos farolagem propostos por Schultz Xavier, ao longo de 14 anos foram criadas 39 novas luzes e transformadas 13 das já existentes.
Em sua homenagem, a Marinha de Guerra Portuguesa atribuiu o nome de NRP Almirante Schultz a um dos seus navios balizadores. Após o seu abate ao efectivo, aquele navio foi substituído pelo NRP Schultz Xavier (1972- ),  com o mesmo número de amura (A 521) e também assim denominado em sua honra.
Recebeu as medalhas de prata e ouro de Comportamento Exemplar e a medalha de prata de Filantropia e Caridade concedida pelo Instituto de Socorros a Náufragos. Foi agraciado com os graus de cavaleiro, oficial, comendador e grande oficial da Ordem Militar de Avis.